# جان استرجس
جان اِلیوت اِستِرجِس (به انگلیسی: John Eliot Sturges)‏ ‎/ˈstɜːrdʒɪs/‎ کارگردان و تهیه‌کنندهٔ شناخته‌شدهٔ آمریکایی هالیوود بود. او ۳ ژانویهٔ ۱۹۱۰ در آمریکا متولد شد و ۱۸ اوت ۱۹۹۲ از دنیا رفت.
از فیلم‌های او می‌شود به روز بد در بلک راک (۱۹۵۵)، جدال در اوکی کرال (فیلم) (۱۹۵۷)، هفت دلاور (۱۹۶۰) و فرار بزرگ (۱۹۶۳)اشاره کرد.
در سال ۲۰۱۳، فیلم هفت دلاور توسط کتابخانه کنگره آمریکا «از نظر فرهنگی، تاریخی یا زیبایی شناختی مهم» برای حفظ در فهرست آثار ملی ایالات متحده انتخاب شد.

## زندگی‌نامه
جان استرجس کار خود را در هالیوود به عنوان سردبیر در سال ۱۹۳۲ آغاز کرد. در طول جنگ جهانی دوم، به عنوان کاپیتان در نیروی هوایی ارتش ایالات متحده حضور یافت و هم‌زمان تعدادی مستند و فیلم‌های آموزشی را برای ارتش کارگردانی کرد.
فیلمسازی او با ساخت فیلم «مردی که جرات کرد» در سال ۱۹۴۶ آغاز شد. او برای ساخت فیلم «روز بد در بلک راک» در سال ۱۹۵۵ نامزد اسکار بهترین کارگردانی شد.
در سال ۱۹۹۲ جایزه کفش طلایی به خاطر کمک مادام العمر به ژانر وسترن، به او تعلق گرفت.

## جوایز و افتخارات
- نامزد جایزه اسکار بهترین کارگردانی (۱۹۵۵) / روز بد در بلک راک
- نامزد جایزه بهترین کارگردان (جشنواره فیلم کن) (۱۹۵۵) / روز بد در بلک راک

...

## بخشی از فیلم‌شناسی
وی در کارنامه هنری خود فیلم‌های زیر را کارگردانی کرده‌است.
- آخرین قطار گان هیل
- پیرمرد و دریا
- جدال در اوکی کرال
- خیابان راز
- روز بد در بلک راک
- فرار بزرگ
- هفت دلاور
- هرگز نه این‌قدر کم
- جو کید
- وسوسه شیطانی
- ملقب به آقای توآی‌لایت
- یانکی باشکوه